# Агул (Иланский район)
Агул — посёлок в Иланском районе Красноярского края. Входит в состав Новониколаевского сельсовета.

## География
Находится у одноименного разъезда Красноярской железной дороги (линия Абакан — Тайшет), на расстоянии примерно 54 км (по прямой) к юго-западу от города Иланский, административного центра района.

### Климат
Климат резко континентальный и характеризуется различиями как между температурами зимы и лета, так и между дневными и ночными температурами. Средняя годовая температура воздуха -0,9 °С. Средняя температура января -19,8 °С. Средняя температура июля +18,4 °С. Продолжительность безморозного периода 95 дней. Зимой характерно влияние антициклона, который обуславливает суровость зимы, а летом – области пониженного давления.

## Население
| 2010 |
| ---- |
| 90   |

### Национальный состав
Согласно результатам переписи 2002 года, в национальной структуре населения русские составляли 95 % из 85 чел.